# Vendimiadora

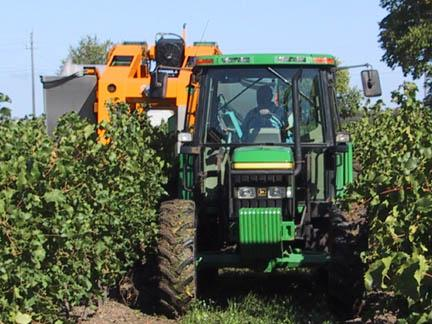
Vendimiadora arrastrada.

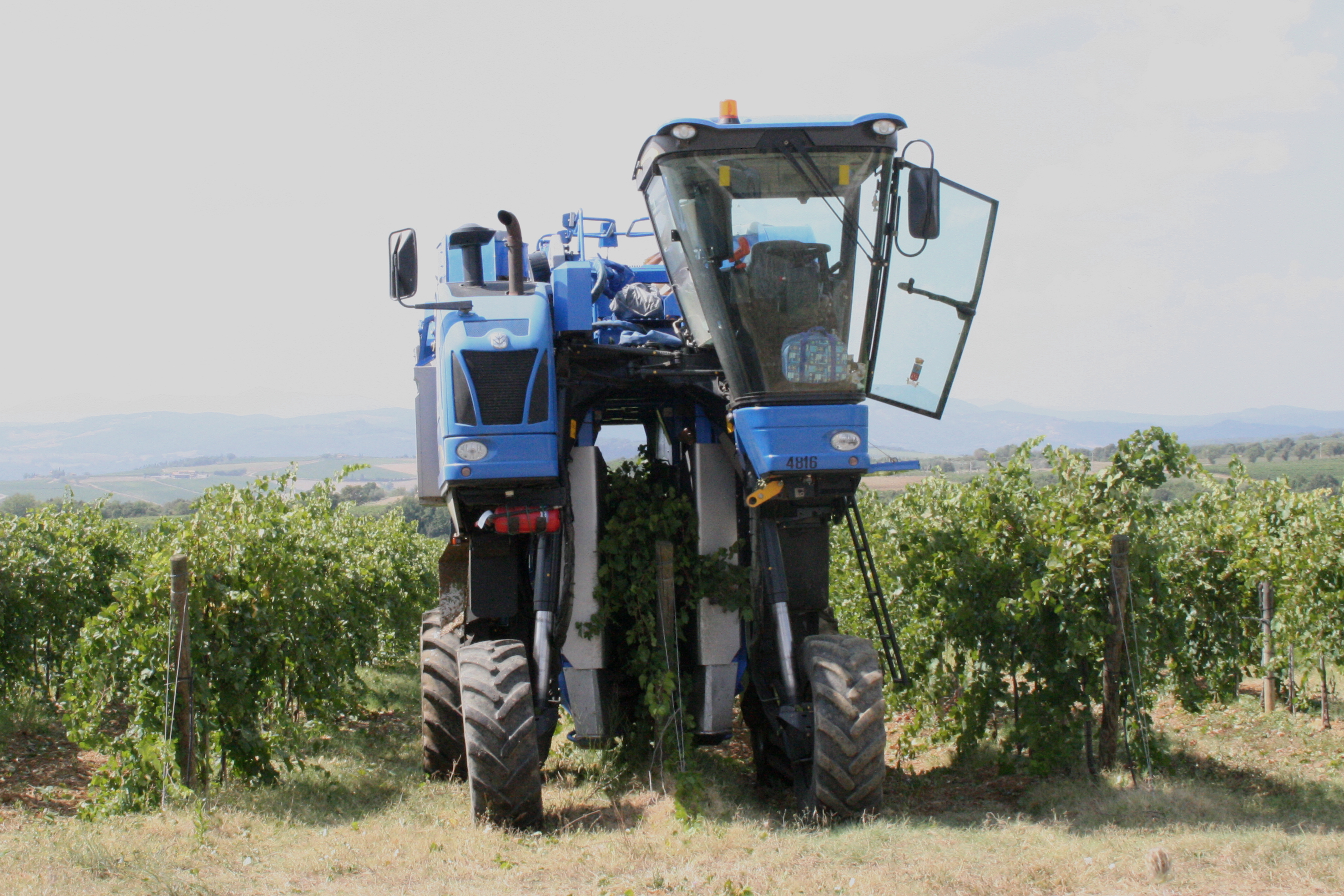
Vendimiadora trabajando.

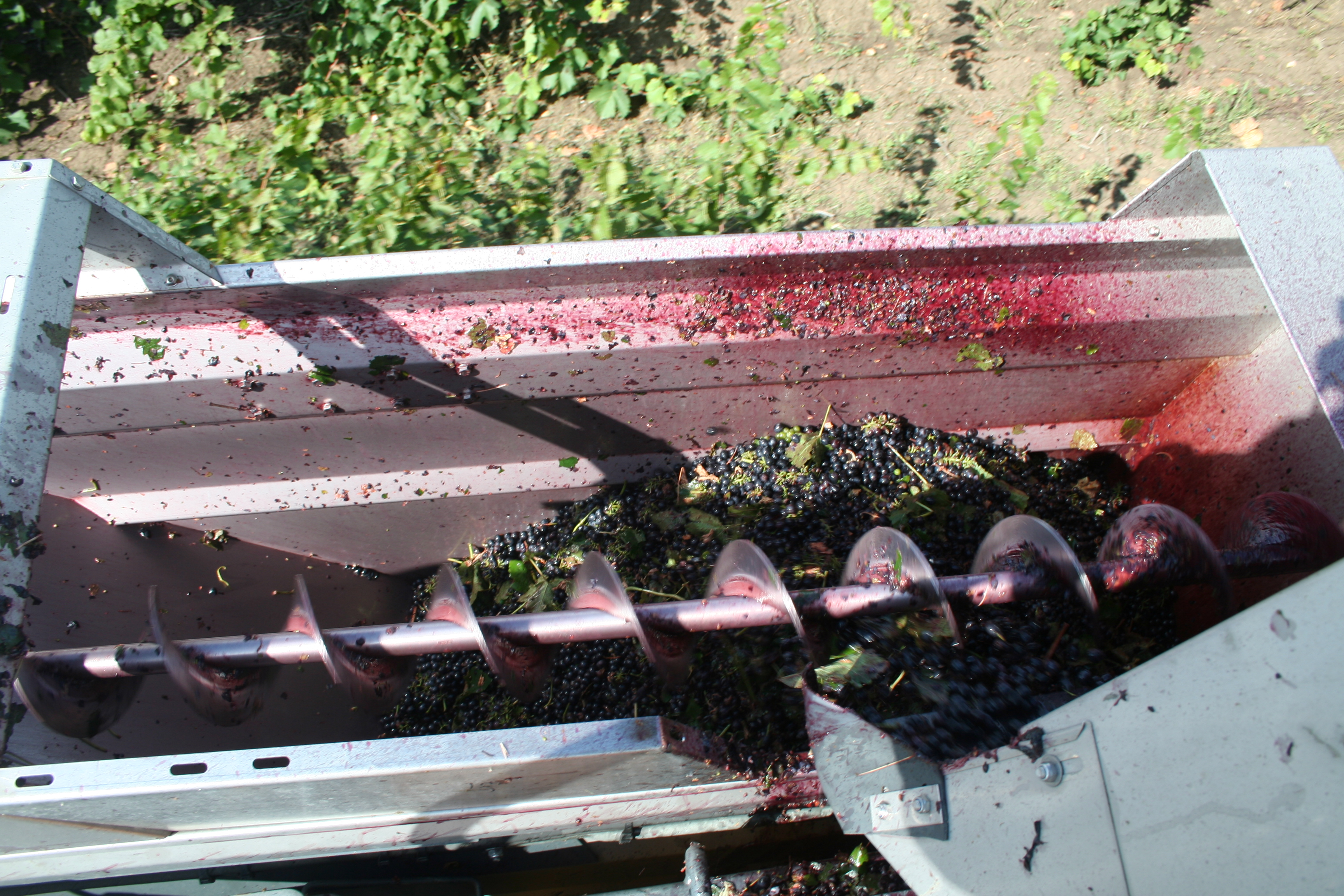
Vendimiadora triturando uva.

Una vendimiadora es una máquina que hace la labor de vendimia de forma automatizada. Es una recogedora de uva que a veces también la tritura, extrae el jugo de la misma y separa los restos sólidos.
Existen las autopropulsadas o bien, arrastradas por un tractor.
Los componentes básicos de estas máquinas son: 
- el sistema para separar la uva de la planta,
- el sistema de transporte de la uva a la tolva,
- las tolvas con su sistema de descarga y
- opcionalmente los sistemas de limpieza de hojas, elementos vegetales e impurezas.

Las máquinas que se comercializan en la actualidad, precisan que la viña esté adaptada para su mecanización. La disposición habitual para ello es en espaldera (o emparrado).
Actualmente presentan sistemas para separar la uva de la planta mediante sacudidores.
Algunas de las máquinas autopropulsadas disponen de un armazón polivalente. De tal forma que el equipo de vendimia puede separarse de él, pudiendo montar en la máquina equipos complementarios para: la prepoda, los tratamientos fitosanitarios u otros.

## Fabricantes de vendimiadoras
Pellenc, New Holland, Gregoire, ALMA,